# Canton de Brécey
Le canton de Brécey est une ancienne division administrative française, située dans le département de la Manche et la région Basse-Normandie.

## Histoire
De 1833 à 1840, les cantons de Brécey et de Villedieu avaient le même conseiller général. Le nombre de conseillers généraux était limité à trente par département.
De 1840 à 1848, les cantons de Brécey et de Ducey avaient le même conseiller général.

## Représentation

### Conseillers généraux de 1833 à 2015
| Période | Période      | Identité                                                | Étiquette            | Qualité |
| ------- | ------------ | ------------------------------------------------------- | -------------------- | --- |
| 1833    | 1840         | Jean Leroux-Delaunay                                    |                      | Avocat à Avranches |
| 1840    | 1848         | Georges Guérin-Fontan                                   |                      | Avocat, commandant la Garde nationale d'Avranches                                                                       |
| 1848    | 1852         | Jean Leroux-Delaunay                                    |                      | Avocat à Avranches |
| 1852    | 1861         | Jacques Le Campion                                      |                      | Armateur, maire de Granville (1841-1848, 1854-1861)                                                                     |
| 1861    | 1864 (décès) | Julien Gautier                                          |                      | Médecin, maire de Brécey (1848-1864), ancien conseiller d'arrondissement                                                |
| 1864    | 1866         | siège vacant                                            |                      | |
| 1866    | 1880         | Jules Nicolas de Brécey                                 | Droite               | Propriétaire |
| 1880    | 1893 (décès) | Jules-Denis Thieudière                                  | Républicain          | Notaire, maire de Brécey (1882-1893)                                                                                    |
| 1893    | 1904         | Jules Pinard                                            | Républicain          | Médecin, maire de Brécey (1893-1921), conseiller d'arrondissement                                                       |
| 1904    | 1925 (décès) | Jules Émile de Brécey (fils de Jules Nicolas de Brécey) | Conservateur         | Colonel de cavalerie |
| 1925    | 1940         | François Dodeman                                        | URD                  | Notaire, conseiller d'arrondissement                                                                                    |
|         |              |                                                         |                      | |
| 1945    | 1967 (décès) | Louis Heurtault                                         | MRP puis Indépendant | Cultivateur, maire de Cuves                                                                                             |
| 1967    | 1998         | Pierre Aguiton                                          | RI puis UDF          | Magistrat, maire de Brécey (1977-1989), président du conseil général de 1988 à 1998                                     |
| 1998    | 2015         | Bernard Tréhet                                          | UDF-DL puis DVD      | Enseignant, maire de Brécey depuis 1989, vice-président du conseil général, élu en 2015 dans le canton d'Isigny-le-Buat |

Le canton participe à l'élection du député de la deuxième circonscription de la Manche, avant et après le redécoupage des circonscriptions pour 2012.

### Conseillers d'arrondissement (de 1833 à 1940)
| Période                                  | Période          | Identité                          | Étiquette   | Qualité |
| ---------------------------------------- | ---------------- | --------------------------------- | ----------- | --- |
| 1833                                     | 1839             | M. Cassin                         |             | Pharmacien, ancien maire de Brécey                                                                          |
| 1839                                     | 1845             | Victor François Lanos (1796-1891) |             | Pharmacien, maire de Brécey (1830-1840)                                                                     |
| 1845                                     | 1848             | Julien Gautier                    |             | Médecin, adjoint au maire de Brécey                                                                         |
|                                          |                  |                                   |             | |
| 1871                                     |                  | Pierre Boudier                    |             | Maire de Brécey                                                                                             |
|                                          |                  |                                   |             | |
|                                          | 1893 (démission) | Jules Pinard                      | Républicain | Médecin, maire de Brécey                                                                                    |
| 1893                                     | 1894 (décès)     | M. Macé                           |             | |
|                                          |                  |                                   |             | |
| 1895                                     | 1910             | Alfred de Besne (1855-1910)       | Républicain | Maire de Saint-Nicolas-des-Bois (1884-1909), officier d'académie                                            |
| 1910                                     | 1919             |                                   |             | |
| 1919                                     | 1925             | François Dodeman                  |             | Notaire |
| 1925                                     |                  | Léon Le Moussu                    | URD         | Médecin, maire du Grand-Celland                                                                             |
|                                          |                  |                                   |             | |
|                                          | 1940             | Maurice Tessier (1904-1983)       |             | Notaire à Brécey, juge de paix                                                                              |
| 1940                                     |                  |                                   |             | Les conseils d'arrondissement ont été suspendus par la loi du 12 octobre 1940 et n'ont jamais été réactivés |
| Les données manquantes sont à compléter. |                  |                                   |             | |

## Composition

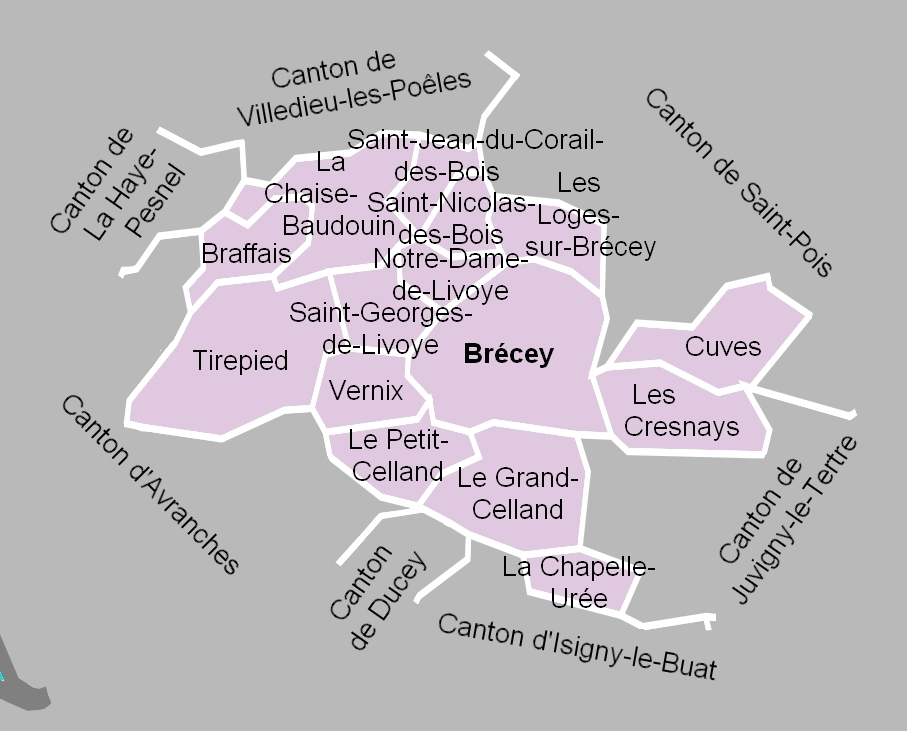
La carte des communes du canton. Les cantons limitrophes étaient ceux de La Haye-Pesnel, de Villedieu-les-Poêles, de Saint-Pois, de Juvigny-le-Tertre, d'Isigny-le-Buat, de Ducey et d'Avranches.

Le canton de Brécey comptait 5 911 habitants en 2012 (population municipale) et regroupait quinze communes :
- Braffais ;
- Brécey ;
- La Chaise-Baudouin ;
- La Chapelle-Urée ;
- Les Cresnays ;
- Cuves ;
- Le Grand-Celland ;
- Les Loges-sur-Brécey ;
- Notre-Dame-de-Livoye ;
- Le Petit-Celland ;
- Saint-Georges-de-Livoye ;
- Saint-Jean-du-Corail-des-Bois ;
- Saint-Nicolas-des-Bois ;
- Tirepied ;
- Vernix.

À la suite du redécoupage des cantons pour 2015, toutes les communes sont rattachées au canton d'Isigny-le-Buat.

### Anciennes communes
Les anciennes communes suivantes étaient incluses dans le canton de Brécey :
- Notre-Dame-de-Cresnay, absorbée en 1825 par Saint-Pierre-de-Cresnay. La commune prend alors le nom de Les Cresnays.
- Sainte-Eugienne, absorbée en 1972 par Tirepied.

## Démographie
| 1962  | 1968  | 1975  | 1982  | 1990  | 1999  | 2006  | 2011  | 2012  |
| ----- | ----- | ----- | ----- | ----- | ----- | ----- | ----- | ----- |
| 7 016 | 6 577 | 5 940 | 5 611 | 5 379 | 5 497 | 5 732 | 5 924 | 5 911 |